# Mistrovství České republiky v rallye

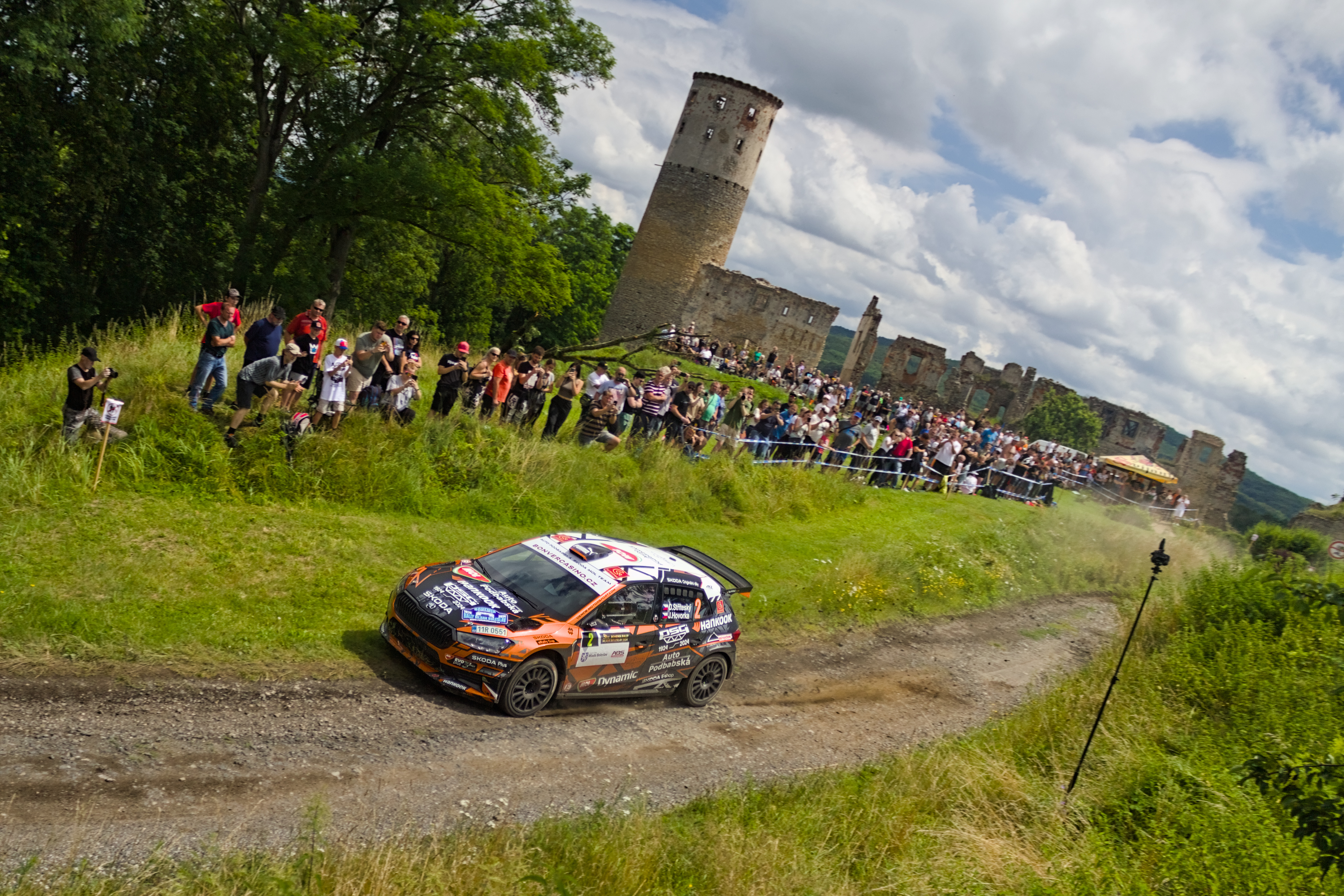
Dominik Stříteský, mistr v roce 2024

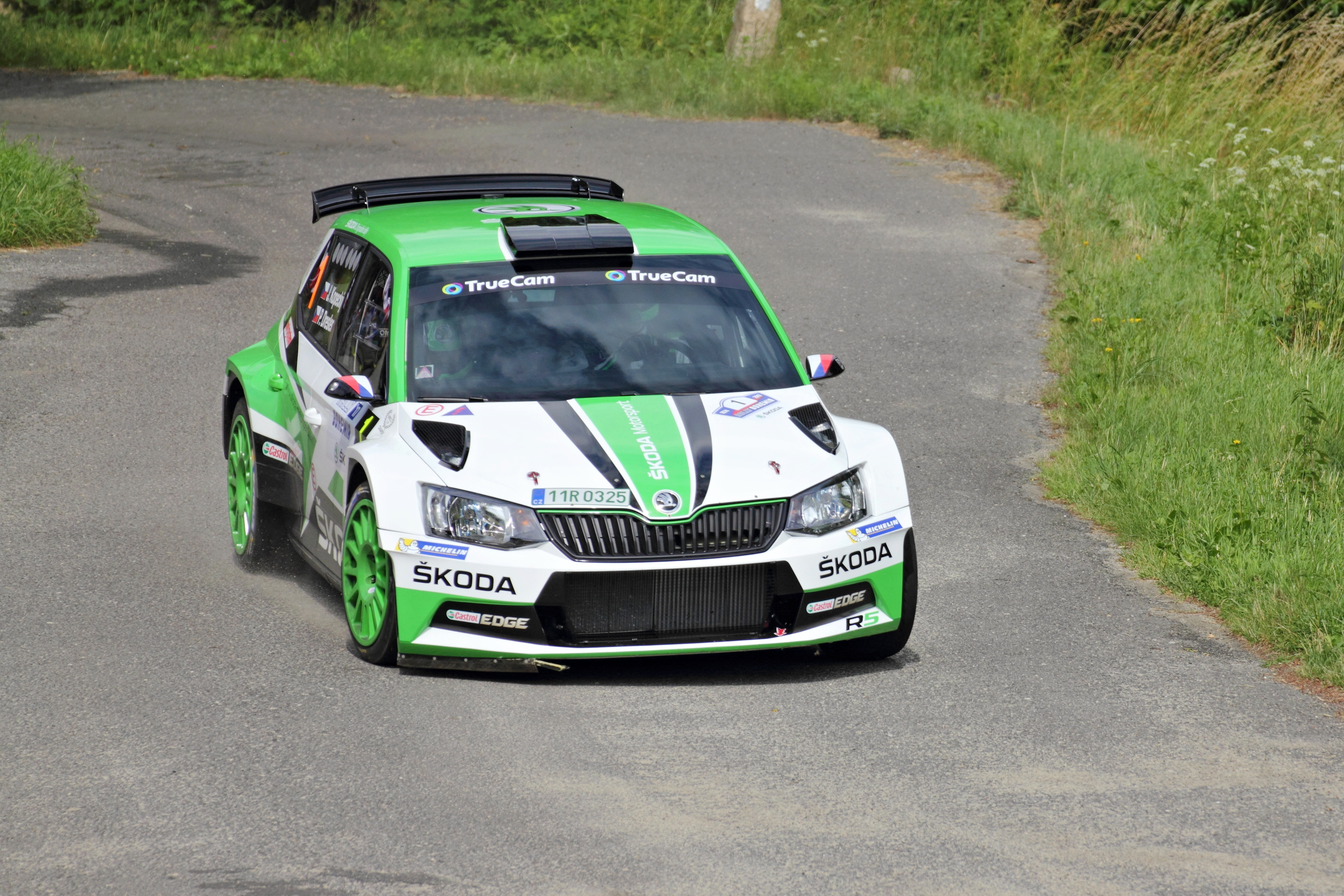
Jan Kopecký, mistr v letech 2004, 2012, 2015–2019, 2021–2023

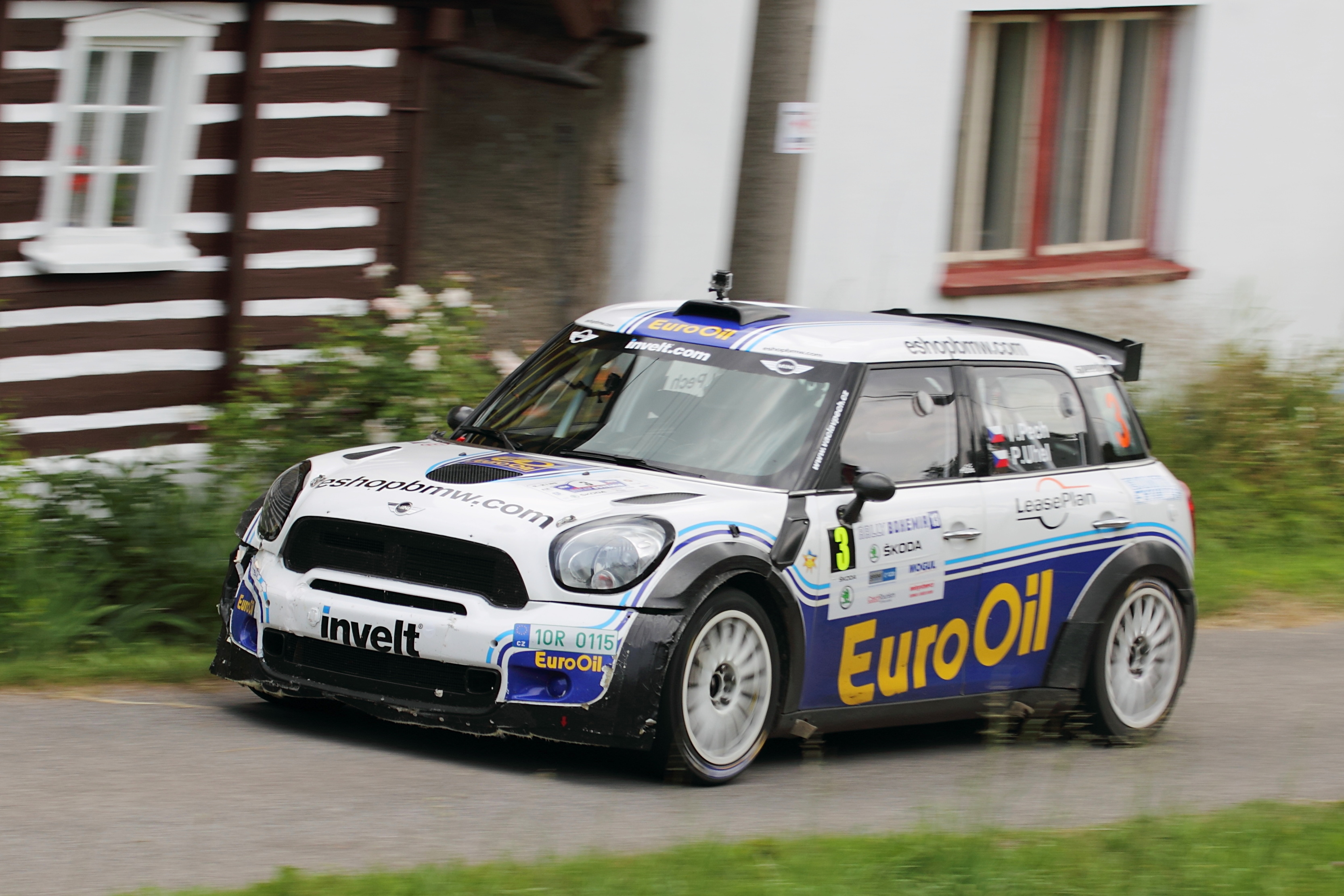
Osminásobný mistr Václav Pech v roce 2013

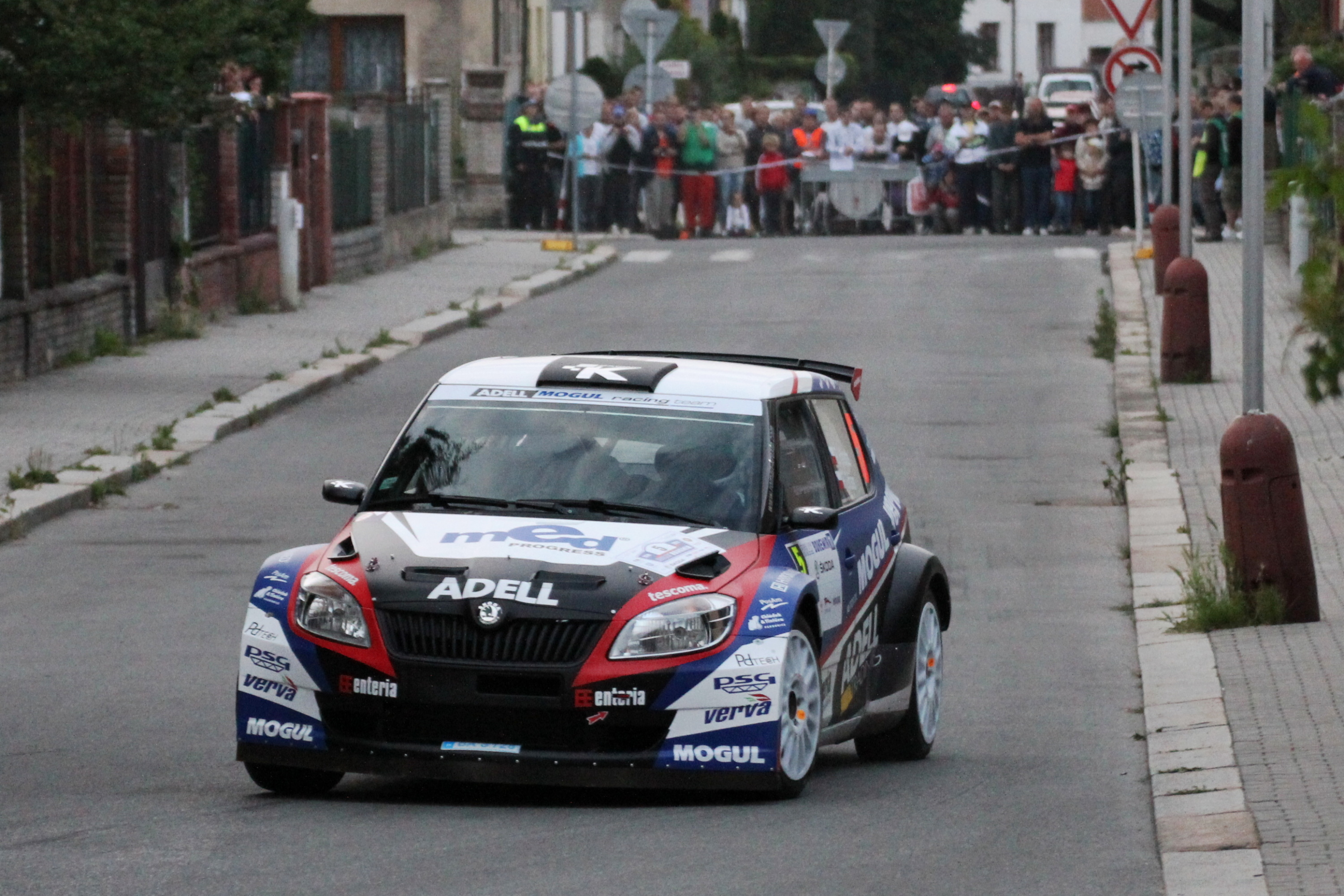
Pětinásobný mistr Roman Kresta v roce 2011

Mistrovství České republiky v rallye je český národní rallyový šampionát, pořádaný od roku 1994. Jeho předchůdcem bylo Mistrovství Československa v rallye.

## Historie
Do roku 2014 šampionát existoval pod názvem Mezinárodní mistrovství České republiky v rallye (MMČR) a skládal se z podniků na území Česka, ale i sousedních zemí (rakouská Jänner rallye nebo slovenská Rallye Tatry). 
V sezónně 2015 došlo k řadě změn, ty měly zjednodušit administrativu pro pořadatele i závodníky. Šampionát byl omezen jen na území Česka a bodovat v něm nově mohli pouze jezdci s platnou českou licencí.
V sezóně 2022 AČR rozdělil šampionát na dvě divize. Vozy s prošlou homologací FIA (divize 2) nadále nemohou v MČR bodovat.

## Seznam šampionů
| Rok  | Jezdec            | Spolujezdec       | Vůz                                                 | Tým                                      |
| ---- | ----------------- | ----------------- | --------------------------------------------------- | ---------------------------------------- |
| 1994 | Piergiorgio Deila | Massimo Chiapponi | Lancia Delta HF Integrale                           | V.I.P Motorsport                         |
| 1995 | Enrico Bertone    | Massimo Chiapponi | Toyota Celica Turbo 4WD (ST 185)                    | CW Sport Zlín                            |
| 1996 | Ladislav Křeček   | Jan Krečman       | Ford Escort RS Cosworth                             | Benzina Mogul Team                       |
| 1997 | Milan Dolák       | Jaroslav Palivec  | Toyota Celica GT-Four (ST 205)                      | HRS Team                                 |
| 1998 | Ladislav Křeček   | Jan Krečman       | Ford Escort RS Cosworth                             | Benzina Mogul Team                       |
| 1999 | Ladislav Křeček   | Jan Krečman       | Ford Escort RS Cosworth                             | Benzina Mogul Team                       |
| 2000 | Roman Kresta      | Jan Tománek       | Škoda Octavia WRC                                   | Škoda Motorsport                         |
| 2001 | Roman Kresta      | Jan Tománek       | Škoda Octavia WRC                                   | Škoda Benzina Team                       |
| 2002 | Václav Pech       | Petr Uhel         | Ford Focus RS WRC 01                                | Barum Rallye Team                        |
| 2003 | Václav Pech       | Petr Uhel         | Ford Focus RS WRC 02                                | Czech National Euroil Team               |
| 2004 | Jan Kopecký       | Filip Schovánek   | Škoda Octavia WRC                                   | Škoda Matador Team                       |
| 2005 | Václav Pech       | Petr Uhel         | Ford Focus RS WRC 02 Mitsubishi Lancer Evo VIII     | Euro Oil Team                            |
| 2006 | Václav Pech       | Petr Uhel         | Mitsubishi Lancer Evo VIII Mitsubishi Lancer Evo IX | Czech National Team                      |
| 2007 | Václav Pech       | Petr Uhel         | Mitsubishi Lancer Evo IX                            | EuroOil Čepro Czech National Team        |
| 2008 | Roman Kresta      | Petr Gross        | Mitsubishi Lancer Evo IX                            | Mogul Racing Team                        |
| 2009 | Roman Kresta      | Petr Gross        | Peugeot 207 S2000                                   | Mogul Racing Team                        |
| 2010 | Pavel Valoušek    | Zdeněk Hrůza      | Škoda Fabia S2000                                   | Škoda Delimax Czech National Racing Team |
| 2011 | Roman Kresta      | Petr Gross        | Škoda Fabia S2000                                   | Adell Mogul Racing Team                  |
| 2012 | Jan Kopecký       | Pavel Dresler     | Škoda Fabia S2000                                   | Škoda Motorsport                         |
| 2013 | Václav Pech       | Petr Uhel         | Mini Cooper S2000 1.6T                              | EuroOil Invelt Team                      |
| 2014 | Václav Pech       | Petr Uhel         | Mini Cooper S2000 1.6T                              | EuroOil Invelt Team                      |
| 2015 | Jan Kopecký       | Pavel Dresler     | Škoda Fabia R5                                      | Škoda Motorsport                         |
| 2016 | Jan Kopecký       | Pavel Dresler     | Škoda Fabia R5                                      | Škoda Motorsport                         |
| 2017 | Jan Kopecký       | Pavel Dresler     | Škoda Fabia R5                                      | Škoda Motorsport                         |
| 2018 | Jan Kopecký       | Pavel Dresler     | Škoda Fabia R5                                      | Škoda Motorsport                         |
| 2019 | Jan Kopecký       | Pavel Dresler     | Škoda Fabia R5 Škoda Fabia Rally2 evo               | Škoda Motorsport                         |
| 2020 | Václav Pech       | Petr Uhel         | Ford Focus RS WRC 06                                | EuroOil Team                             |
| 2021 | Jan Kopecký       | Jan Hloušek       | Škoda Fabia Rally2 evo                              | Agrotec Škoda Rally Team                 |
| 2022 | Jan Kopecký       | Jan Hloušek       | Škoda Fabia Rally2 evo                              | Agrotec Škoda Rally Team                 |
| 2023 | Jan Kopecký       | Jan Hloušek       | Škoda Fabia RS Rally2                               | Agrotec Škoda Rally Team                 |
| 2024 | Dominik Stříteský | Jiří Hovorka      | Škoda Fabia RS Rally2                               | Auto Podbabská Škoda Mol Team            |